# Skip Woods
Skip Woods (Houston, Texas, 4 de diciembre de 1969) es un guionista, productor y director de cine estadounidense. Es más conocido por escribir el guion de Swordfish y Hitman, la adaptación cinematográfica de la serie de videojuegos del mismo nombre. Woods vive en Austin, Texas.
Woods también es socio de Wetwork Tactical, LLC — una consultora del manejo de armas y tácticas — con el exmiembro de las Fuerzas Especiales del Ejército de los Estados Unidos Jimmy Littlefield.

## Filmografía
| Año  | Título                   | Crédito                          |
| ---- | ------------------------ | -------------------------------- |
| 1998 | Thursday                 | Director, guionista, coproductor |
| 2001 | Swordfish                | Guionista, coproductor           |
| 2007 | Hitman                   | Guionista                        |
| 2009 | X-Men Origins: Wolverine | Guionista                        |
| 2010 | The A-Team               | Guionista                        |
| 2013 | A Good Day to Die Hard   | Guionista                        |
| 2014 | Sabotage                 | Guionista                        |
| 2014 | Hitman: Agent 47         | Guionista                        |